# Cornelio Procopio (tiểu vùng)
Cornelio Procopio là một tiểu vùng thuộc bang Paraná, Brasil. Tiều vùng này có diện tích 4537 km², dân số năm 2007 là 183282 người.